# Гордон, Роберт Аарон
Роберт Аарон Гордон (англ. Robert Aaron Gordon; 26 июля 1908, Вашингтон, США — 7 апреля 1978, Беркли, штат Калифорния, США) — американский экономист, эмерит профессор экономики Калифорнийского университета в Беркли, президент Американской экономической ассоциации в 1975 году.

## Биография
Роберт родился 26 июля 1908 года в Вашингтоне.
В 1928 году окончил Университет Джонса Хопкинса в степени бакалавра, в 1931 году удостоен магистерской степени, а в 1934 году докторской степени в Гарвардском университете.
Преподавательскую деятельность начал в Гарвардском университете в качестве преподавателя в 1931—1938 годах. В 1938—1940 годах был ассистентом профессора, в 1940—1947 годах — ассоциированный профессор, в 1947—1976 годах — полный профессор Калифорнийского университета в Беркли. В 1976 году вышел в отставку, став эмерит профессором Калифорнийского университета в Беркли.
Во время второй мировой войны в 1942—1945 годах служил офицером Объединённого Совета по сырьевым материалам. В 1954—1958 годах и в 1960—1963 годах был консультантом научного совета комитета экономического развития. В 1956—1957 годах сотрудник Фонда Гуггенхайма, в 1961—1976 годах член совета директоров Национального бюро экономических исследований, в 1961—1962 годах председатель президентского комитета статистики занятости и безработицы. Р. Гордон являлся членом, вице-президентом в 1950—1952 годах, президентом в 1975 году, почётным членом с 1972 года Американской экономической ассоциации.
Р.Гордон умер 7 апреля 1978 года от инфаркта в своём доме в Беркли, штат Калифорния.
Семья
Роберт Гордон женился на Маргарет Шонесси (ум. 28.05.1994), у них родились два сына Роберт Джеймс (род. 3.09.1940) и Давид М. (4.05.1944—16.03.1996) — оба известные экономисты.

## Награды
Р.Гордон за свои достижения был награждён:
- 1956 — стипендия Гуггенхайма.